# وزارت سلامت و مددکاری اجتماعی
وزارت سلامت و مددکاری اجتماعی (انگلیسی: Department of Health and Social Care) یک وزارتخانه در کشور بریتانیا است.
این وزارتخانه که در سال ۱۹۸۸ تأسیس شده ساختمان اصلی آن در خیابان ویکتوریا، لندن قرار دارد.

## سازمان‌هاب عمومی غیر وزارتخانه‌ای

### انگلستان و ولز
- انستیتوی ملی تعالی سلامت و مراقبت (NICE) که در مورد روش‌های درمانی مشاوره می‌دهد و خدمات درمانی را از نظر مقرون‌به‌صرفه بودن ارزیابی می‌کند.